# Fátima Lopes (estilista)
Fátima Lopes (Funchal, 8 de março de 1965) é uma estilista portuguesa.

## Biografia
Natural da ilha da Madeira, cresceu na cidade do Funchal. Desde criança revelou um interesse pelo mundo da moda e durante a sua adolescência, insatisfeita com a roupa que era vendida no Funchal, começou a criar roupas para si própria. Graças à sua fluência em línguas estrangeiras, trabalhou no Funchal como guia turística e agente de viagens.
Em 1990, mudou-se para Lisboa com o objetivo de iniciar uma carreira no mundo da moda. Nesta cidade, abriu com uma amiga uma loja chamada "Versus", onde vendia essencialmente roupa de criadores internacionais. Em 1992, lança a marca Fátima Lopes, abre a primeira loja com o seu nome e apresenta a primeira coleção em desfile de moda num convento em Lisboa. As suas propostas foram bem acolhidas.
Em 1994, começa a apresentar as suas coleções em Feiras de moda comerciais em Paris e no ano passa a integrar o evento nacional de moda "Portugal Fashion".  Em 1996, abre a sua primeira loja internacional, situada na cidade de Paris. Em março de 1999, apresenta o primeiro desfile de moda em Paris e torna-se o primeiro criador de moda português a fazer parte da Paris Fashion Week. A partir daí, a sua presença é habitual no certame duas vezes por ano. Em 2000, causa grande atenção mediática e recorde do guinness por desfilar na capital francesa o mais caro biquini em ouro e diamantes, avaliado em um milhão de dólares. A 30 de janeiro de 2006, foi agraciada pelo presidente Jorge Sampaio com o grau de Comendador da Ordem do Infante D. Henrique, por serviços prestados na divulgação da cultura nacional além-fronteiras. Em 2011, é convidada pela Fédération Française de la Couture para abrir oficialmente a Paris Fashion Week, mais uma vez surpreendendo o mundo com o primeiro desfile na história do mais emblemático monumento francês, a Torre Eiffel. Em março de 2013, lança, em Paris, o seu primeiro perfume - Be Mine, criado pelo conceituado née francês Aurélien Guichard da Givaudan. Em 2015, inicia a primeira coleção comercial de sapatos e, a partir de setembro de 2016, as coleções de calçado passam a ser apresentadas ao mundo na MICAM, em Milão.

### Vida pessoal
Casou-se quatro vezes, o primeiro casamento foi com um fotógrafo ligado ao mundo da moda, seguido por Eduardo da Bernarda, empresário com quem esteve casada durante sete anos, até ao divórcio em 2010. O terceiro enlace foi em Las Vegas com o cirurgião plástico Ângelo Rebelo em junho de 2016, separando-se em junho de 2018 sem descendência.
Em 2 de junho de 2025 casou-se com José Esteves Marcos, médico otorrinolaringologista e coordenador da especialidade no Instituto CUF Porto que foi casado com a mãe da apresentadora Maria Cerqueira Gomes.